# تحلیل عاملی
در آمار، تحلیل عاملی روشی است برای تحلیل واریانس بین چند متغیر وابسته براساس توصیف آنها برحسب تعداد اندکی متغیر (عامل) نهان. به عبارت دیگر، تحلیل عاملی می‌خواهد داده‌های پیچیده را با توصیف آنها برحسب تعداد کمتری متغیر ساده‌سازی کند. تحلیل عاملی ابتدا در زمینهٔ روان‌سنجی آغاز شد و در علوم اجتماعی، بازاریابی، مدیریت تولید، تحقیق در عملیات و هر زمینه‌ای که نیاز به تحلیل مقادیر وسیعی از داده دارد استفاده می‌شود.
تعریف ریاضی تحلیل عاملی به صورت زیر است: فرض کنید {\displaystyle p} متغیر تصادفی {\displaystyle x_{1},\dots ,x_{p}} با میانگین‌های {\displaystyle \mu _{1},\dots ,\mu _{p}} داده شده‌اند. فرض کنید ثابت‌های مجهول {\displaystyle l_{ij}} و {\displaystyle k} متغیر مشاهده‌نشدهٔ {\displaystyle F_{j}}، داده‌شده‌اند که {\displaystyle i\in {1,\dots ,p}} و {\displaystyle j\in {1,\dots ,k}}، و {\displaystyle k<p} و متغیرهای مشاهده شده براساس رابطهٔ زیر می‌توانند توصیف شوند:
{\displaystyle x_{i}-\mu _{i}=l_{i1}F_{1}+\cdots +l_{ik}F_{k}+\varepsilon _{i}.\,}
که در آن {\displaystyle \varepsilon _{i}} متغیرهای خطا هستند که از همدیگر مستقل‌اند و واریانس محدود و نه‌لزوماً یکسان دارند. به صورت ماتریسی می‌توان تمام معادله‌های بالا برحسب {\displaystyle i} را به صورت زیر یکجا نوشت:
{\displaystyle x-\mu =LF+\varepsilon .\,}
همچنین فرض‌های زیر را در مورد متغیرها داریم:
1. {\displaystyle F} و {\displaystyle \varepsilon } از همدیگر مستقل‌اند.
2. {\displaystyle \mathbb {E} [F]=0}.
3. {\displaystyle Cov(F)=I} تا مطمئن شویم که عامل‌ها با هم همبسته نیستند.

## تاریخچه و کاربرد
در دنیای امروزی، کاهش بُعد یا بررسی ساختارهای انتزاعی که امکان اندازه‌گیری آنها در دنیای واقعی میسر نیست؛ می‌تواند از دغدغه‌های پژوهشگران در هر رشته‌ای علمی باشد؛ در این خصوص، رهیافت‌های مختلفی از جمله تحلیل عاملی ابزاری مناسب برای پاسخگویی به این نیاز می‌باشد. در واقع، تحلیل عاملی در زمرهٔ روش‌های چندمتغیره است که در آن کلیهٔ متغیرها نسبت به هم وابسته‌اند و مفهوم مدل‌بندی بر اساس متغیرهای مستقل و وابسته در آن صدق نمی‌کند. به بیانی دیگر، در تحلیل عاملی به دنبال پاسخگویی به سؤال زیر هستیم: آیا امکان کاهش بُعد متغیرهای اولیه به مجموعهٔ کوچکتری از متغیرها، با کمترین میزان ریزش اطلاعات وجود دارد؟
این شیوهٔ آماری به دلیل محاسبات پیچیدهٔ خود تا سال‌ها در قالب مقالات و نوشته‌ها و مفاهیم نظری ارائه گردید؛ امّا از دههٔ ۱۹۸۰ میلادی، نرم‌افزارهای گوناگونی از جمله BMDP ،JMP، SAS جهت تسهیل در امر محاسبه در اختیار پژوهشگران قرار گرفت و پس از آن انفجاری از توسعهٔ این شیوهٔ آماری در تئوری و کاربردهای عملی را شاهد هستیم. این تحلیل جزء پرکاربردترین روش‌های آماری در رشته‌هایی از جمله علوم اجتماعی و رفتاری، پزشکی، اقتصاد و جغرافیا است؛ به طوری که استفاده از تحلیل عاملی در این شاخه‌ها توانسته است زمینه‌های توسعه ساختارها را بر مبنای مجموعه‌ای از متغیرها ایجاد نماید.